# 舌苔

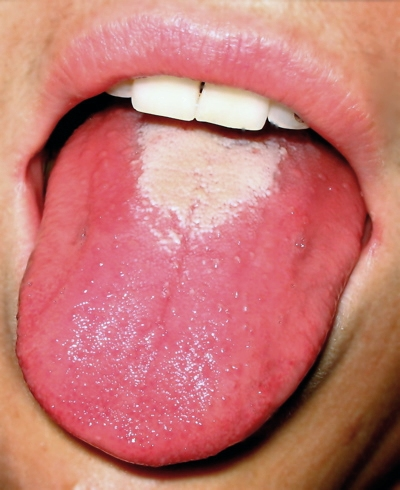
舌苔變紅。发生在「草莓舌」期间。草莓舌见于链球菌咽喉炎、链球菌感染、伤寒和川崎病患者，这是儿童特有的。

舌苔是指人舌体背部所散布的一层苔状物，正常情况下薄白而润。这种苔状物的成分相当复杂，现在的研究一般认为它主要由脱落的舌粘膜角化上皮细胞、唾液、细菌、食物碎屑及渗出的白细胞等组成。
中华传统医学认为舌苔是由胃气而生，由舌苔之白黄，可辨病之寒热；由舌苔之薄厚，可辨病之重轻；由舌苔之变化，可辨病之转化。

## 舌苔的形成与外观
在正常情况下，由于咀嚼和吞咽动作，以及唾液和饮食的冲洗，会经常不断地清除掉舌表面的物质，仅表现为薄白的一层舌苔。当患病时，进食少或只进软食，使咀嚼和舌的动作减少，或唾液分泌减少，舌苔就变厚。常见的舌苔有白、黄、黑三种。

## 舌苔与临床诊断

### 中医观点
中医认为“苔与臟连”，观察舌苔，强调人的整体性和各脏器之间的关联性。
- 白苔，主要为外感等一些表证和寒征的苔色。
- 黄苔，主要为发热、火旺等一些热征、里征的表现。一般情况下，黄苔的颜色越深，则邪热越重。
- 灰、黑苔，也是热征的一种表现。若出现此苔，就预示疾病已到了严重阶段了。不过，焦黑苔是热证；润黑苔则是寒证。

## 日常生活

### 刮舌苔
因為異常的舌苔會散發特别的氣味，被認为是口臭的主要原因，而刮去舌苔可以使症狀得到相當大的改善。但是异常舌苔只是一种身体异常的症状，而并不被认为是一种疾病，刮舌苔是治标不治本的做法，并且经常用力刮舌苔，还会刺激味蕾，损伤舌乳头，造成舌背部麻木，味觉减退、食欲下降，进而影响身体健康，另外在就诊的时候很容易因对舌苔的破坏造成医生的误诊，因此在舌苔异常的时候，一般建议尽早向医生咨询，以免贻误病情，并且在看医生之前不要刮舌苔。
当然在正常情况下，为了保持口腔卫生，可以采用一些简单的办法清洗舌面。包括用专门的软毛刷轻轻地刷舌面，如果买不到专用软刷，用牙刷也可，但一定不能太用力。也可以用盐水和漱口水漱口，或是使用冲牙器来冲洗舌背。切记不可用硬板类、锐利的东西使劲刮舌苔。

### 健康情况下的异常外观

#### 颜色
短时间的舌苔颜色异常，与食用了一些带有色素的食品和药物有关，比如黑梅或者含铁的药物会把舌苔染成黑色，甘草或者有甘草成分的含片以及橙等鲜果会让舌苔变黄，香烟、含有鸦片酊的咳嗽药水、大黄（中药）会使舌苔变成褐黄色，红酒、果汁是红色的西红柿等鲜果会让舌苔变红。饮用牛奶也会给舌苔染色，不过牛奶颜色乳白，所以在舌苔上不明显，但看起来会比正常舌苔厚重。

#### 厚度
随着咀嚼和吞咽动作，唾液和口中的食物可以清除掉大部分的舌苔。所以吃饭细嚼慢咽，舌苔就会减少；要是每天只吃稀饭等软食，舌苔就会较多。

## 内部参考
- 舌头
- 口臭